# Letnie Igrzyska Olimpijskie 1952
XV Letnie Igrzyska Olimpijskie (oficjalnie Igrzyska XV Olimpiady) odbyły się w 1952 roku w Helsinkach (Finlandia). 
Ofertę organizacji zgłosił również Amsterdam oraz pięć miast amerykańskich. W Helsinkach miały się odbyć igrzyska w 1940 roku, jednak odwołano je z powodu wybuchu II wojny światowej.
W igrzyskach tych po raz pierwszy uczestniczyła reprezentacja Związku Radzieckiego, a do rywalizacji stanęły także pierwszy raz po II wojnie światowej Niemcy i Japonia. Zawodom sportowym towarzyszyła napięta atmosfera panująca między działaczami z krajów bloku wschodniego oraz krajów zachodnich. Efektem takiego stanu rzeczy było zakwaterowanie ekip państw socjalistycznych w miejscowości Otaniemi, poza obszarem wioski olimpijskiej. Ekipy NRD i RFN wystawiły wspólną reprezentację sportowców. Ponieważ MKOl dopuścił do startu reprezentację powstałej 3 lata wcześniej Chińskiej Republiki Ludowej, republikański rząd Czang Kaj-szeka na Tajwanie w ramach protestu ogłosił bojkot zawodów.

## Państwa uczestniczące

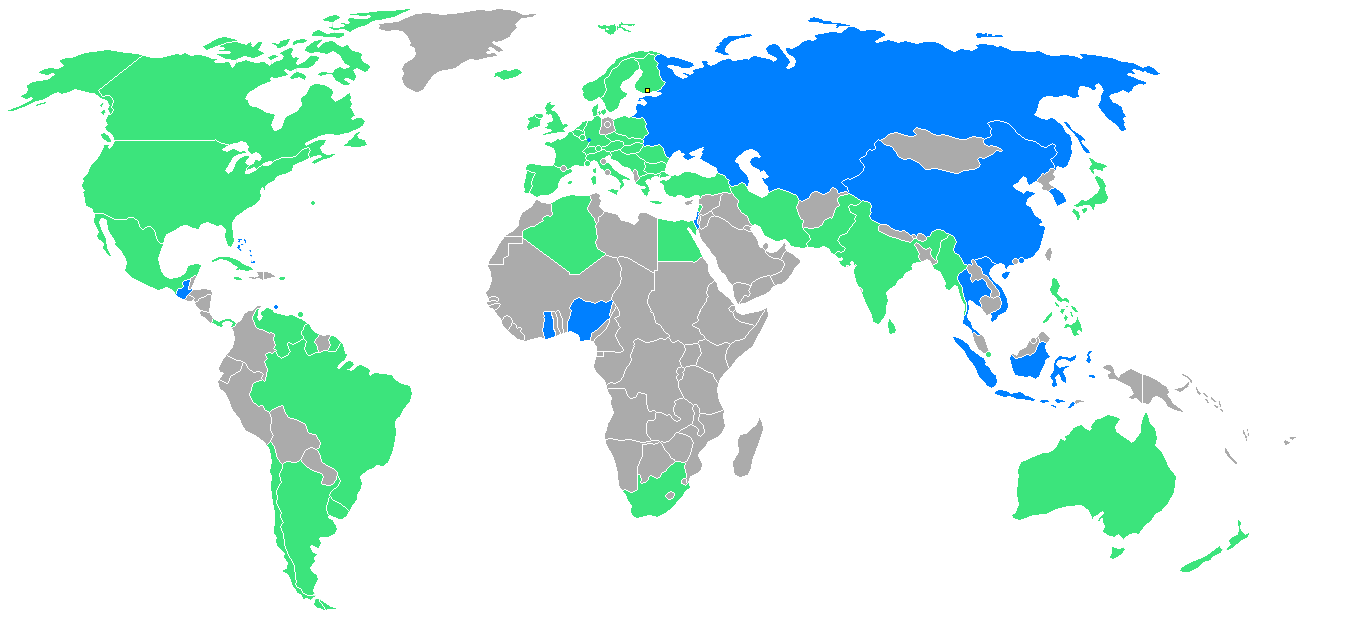
Państwa uczestniczące

| - Antyle Holenderskie - Argentyna - Australia - Austria - Bahamy - Belgia - Bermudy - Birma - Brazylia - Bułgaria - Cejlon - Chile - Chińska Republika Ludowa - Czechosłowacja - Dania - Egipt - Filipiny - Finlandia - Francja - Grecja - Gujana Brytyjska - Gwatemala - Hiszpania | - Holandia - Hongkong - Indie - Indonezja - Iran - Irlandia - Islandia - Izrael - Jamajka - Japonia - Jugosławia - Kanada - Korea Południowa - Kuba - Liban - Liechtenstein - Luksemburg - Meksyk - Monako - Niemcy - Nigeria - Norwegia - Nowa Zelandia | - Pakistan - Panama - Polska - Portoryko - Portugalia - Związek Południowej Afryki - Rumunia - Saara - Singapur - Stany Zjednoczone - Szwajcaria - Szwecja - Tajlandia - Trynidad i Tobago - Turcja - Urugwaj - Wenezuela - Węgry - Wielka Brytania - Wietnam Południowy - Włochy - Złote Wybrzeże - ZSRR |

Na Igrzyskach w Helsinkach pojawiło się 12 debiutantów: Antyle Holenderskie, Bahamy, Chińska Republika Ludowa, Ghana (jako Złote Wybrzeże), Gwatemala, Hongkong, Indonezja, Izrael, Nigeria, Tajlandia, Wietnam i Związek Socjalistycznych Republik Radzieckich.

## Wyniki

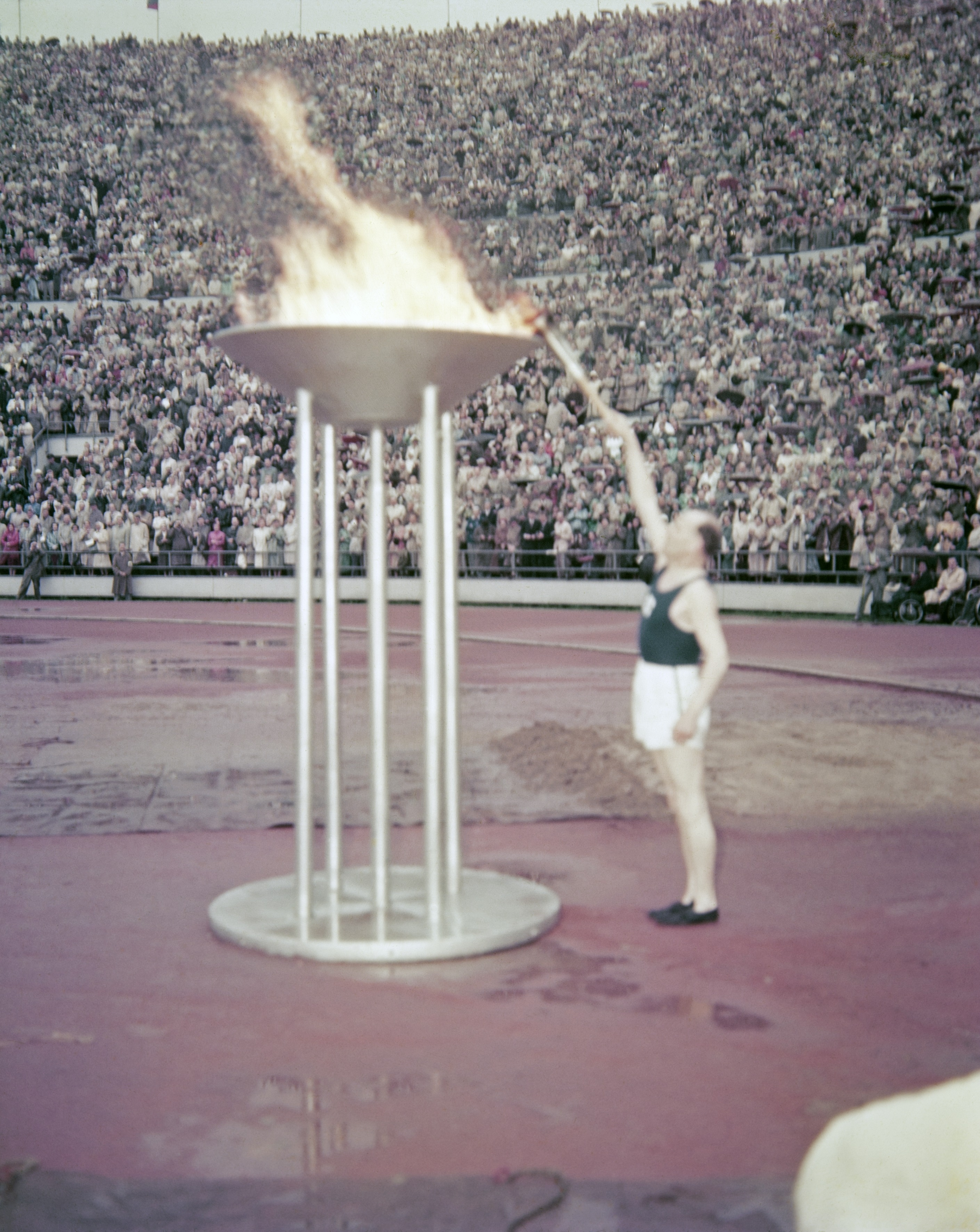
Paavo Nurmi zapala znicz olimpijski

| - boks - gimnastyka - hokej na trawie - jeździectwo - kajakarstwo - kolarstwo - koszykówka - lekkoatletyka - pięciobój nowoczesny - piłka nożna |  | - piłka wodna - pływanie - podnoszenie ciężarów - skoki do wody - strzelectwo - szermierka - wioślarstwo - zapasy - żeglarstwo |

### Dyscypliny pokazowe
- piłka ręczna
- pesäpallo (odmiana baseballu)

## Statystyka medalowa

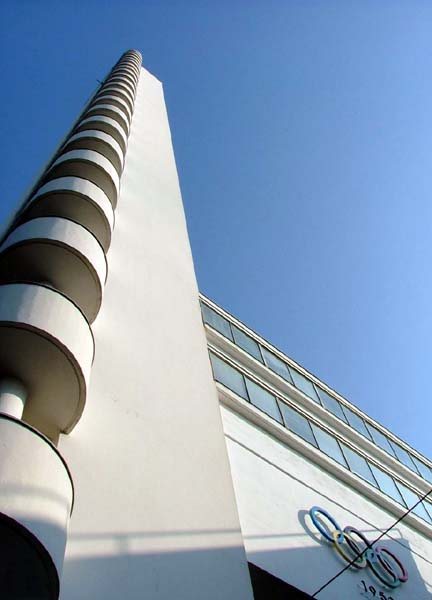
Wieża Stadionu Olimpijskiego w Helsinkach, na tym stadionie odbyły się Igrzyska Olimpijskie. Nawet na logo Igrzysk jest widoczna ta wieża

| Klasyfikacja medalowa              |                   |       |        |      |       |
| Lp.                                | Państwo           | złoto | srebro | brąz | razem |
| 1                                  | Stany Zjednoczone | 40    | 19     | 17   | 76    |
| 2                                  | ZSRR              | 22    | 30     | 19   | 71    |
| 3                                  | Węgry             | 16    | 10     | 16   | 42    |
| 4                                  | Szwecja           | 12    | 13     | 10   | 35    |
| 5                                  | Włochy            | 8     | 9      | 4    | 21    |
| 6                                  | Czechosłowacja    | 7     | 3      | 3    | 13    |
| 7                                  | Francja           | 6     | 6      | 6    | 18    |
| 8                                  | Finlandia         | 6     | 3      | 13   | 22    |
| 9                                  | Australia         | 6     | 2      | 3    | 11    |
| 10                                 | Norwegia          | 3     | 2      | 0    | 5     |
| ...                                | ...               | ...   | ...    | ...  | ...   |
| 20                                 | Polska            | 1     | 2      | 1    | 4     |
| Zobacz pełną klasyfikację medalową |                   |       |        |      |       |

## Medale zdobyte przez Polaków

### Złote
- Zygmunt Chychła – boks – waga półśrednia

### Srebrne
- Aleksy Antkiewicz – boks – waga lekka
- Jerzy Jokiel – gimnastyka – ćwiczenia wolne

### Brązowe
- Teodor Kocerka – wioślarstwo – jedynka